# Gare de Kita-Senju
La gare de Kita-Senju (北千住駅, Kitasenju-eki) est une gare ferroviaire de la ville de Tokyo au Japon. Elle est située dans l'arrondissement d'Adachi, au nord-est de la ville. La gare est desservie par les lignes des compagnies JR East, Tokyo Metro, Tōbu et Metropolitan Intercity Railway Company.
Il s'agit d'une des gares les plus fréquentées du Japon et du monde, en 2013 elle était la sixième gare la plus fréquentée dans le monde. Elle est la dixième gare la plus fréquentée de la JR East en 2022 et la troisième de Tokyo Metro. C'est également la plus grande gare du Japon où aucun train Limited Express de la JR ne s'y arrête.

## Situation ferroviaire
La gare de Kita-Senju est située au point kilométrique (PK) 5,2 de la ligne Jōban, au PK 7,1 de ligne Tōbu Skytree, au PK 19,3 de la ligne Chiyoda et au PK 7,5 du Tsukuba Express. Elle marque la fin de la ligne Hibiya.

## Histoire
La gare de Kita-Senju été inaugurée le 25 décembre 1896.

## Services aux voyageurs

### Accès et accueil
La gare dispose d'un bâtiment voyageurs, avec guichet, ouvert tous les jours.

### Desserte
- JJ Ligne Jōban :
  - voies 1 et 2 : direction Matsudo, Toride et Mito
  - voies 2 et 3 : direction Ueno (interconnexion avec la ligne Ueno-Tokyo pour Tokyo et Shinagawa)
- C Ligne Chiyoda :
  - voie 1 : direction Yoyogi-Uehara (interconnexion avec la ligne Odakyū Odawara pour Hon-Atsugi et Isehara)
  - voie 2 : direction Ayase (interconnexion avec la ligne Jōban pour Toride)
- TS Ligne Tōbu Skytree :
  - voies 1, 2 : direction Tōbu-Nikkō, Kinugawa-onsen, Tatebayashi, Isesaki, Akagi et Ōmiya (trains express)
  - voies 1, 2 et 5 : direction Shin-Koshigaya, Kasukabe, Tōbu-dōbutsu-kōen, Minami-Kurihashi et Kuki
  - voies 3 et 4 : direction Oshiage (interconnexion avec la ligne Hanzōmon pour Shibuya) et Asakusa
- H Ligne Hibiya : 
  - voies 6 et 7 : direction Naka-Meguro
- Tsukuba Express :
  - voie 1 : direction Minami-Nagareyama, Moriya et Tsukuba
  - voie 2 : direction Akihabara